# Mark Walker (Politiker)

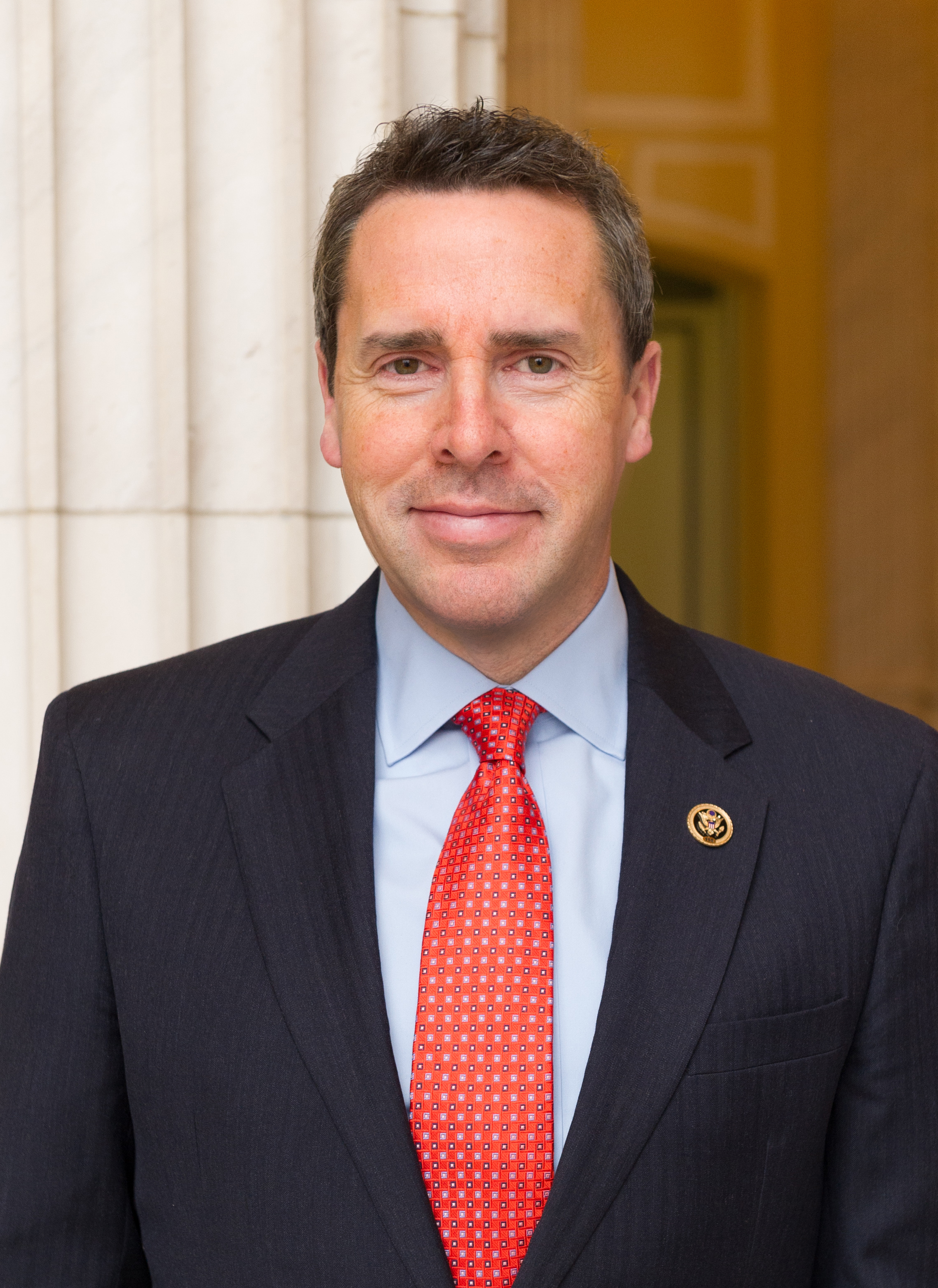
Mark Walker (2015)

Bradley Mark Walker (* 20. Mai 1969 in Dothan, Alabama) ist ein US-amerikanischer Politiker. Von Januar 2015 bis Januar 2021 vertrat er den Bundesstaat North Carolina im US-Repräsentantenhaus.

## Werdegang
Im Jahr 1988 absolvierte Mark Walker das Trinity Baptist College in Jacksonville (Florida). Anschließend wurde er als Geistlicher tätig. Zwischenzeitlich studierte er bis 1999 an der Piedmont International University in Winston-Salem. Neben seiner Tätigkeit als Pastor war er auch als Manager für die Firma Flow Automotive Company of the Triad tätig. Politisch schloss er sich der Republikanischen Partei an.
Bei den Kongresswahlen des Jahres 2014 wurde Walker im sechsten Wahlbezirk von North Carolina in das US-Repräsentantenhaus in Washington, D.C. gewählt, wo er am 3. Januar 2015 die Nachfolge von Howard Coble antrat, der nicht mehr kandidiert hatte. Er gewann mit 59:41 Prozent der Stimmen gegen die Demokratin Laura Fjeld. Nach Wiederwahlen in den Jahren 2016 und 2018 konnte er sein Amt bis zum 3. Januar 2021 ausüben. Seine Nachfolgerin wurde die Demokratin Kathy Manning.